# Jekyll & Hyde
Jekyll & Hyde – musical (thriller muzyczny) powstały na podstawie powieści Roberta Louisa Stevensona pod tytułem Doktor Jekyll i pan Hyde, oryginalnie zaadaptowany na scenę przez Franka Wildhorna i Steve’a Cudena. Muzykę skomponował Frank Wildhorn, libretto napisał Leslie Bricusse, a słowa piosenek zostały napisane przez Wildhorna, Bricusse’a i Cudena. Światowa premiera Jekylla & Hyde’a miała miejsce w Alley Theatre w Houston, w stanie Texas 24 maja 1990.

## Utwory w premierowej produkcji w Alley Theatre
|  | Akt I - Prologue - Lost in the Darkness - Facade - Sir Danvers – Sir Danvers i Członkowie Rady Nadzorczej - Love Has Come of Age - Lisa Carew - Board of Governors - Bring On The Men - Lucy Meets Jekyll - How Can I Continue On - Your Dreams - This Is The Moment - Transformation - Good ‘N’ Evil – Simon Stride (obecnie byłby to Spider) - Lucy Meets Hyde - Alive - Your Work And Nothing More - Sympathy, Tenderness - Someone Like You - Alive (reprise) | Akt II - Murder, Murder - The Girls of The Night - No One Knows Who I Am - We Belong To The Night - You Have To Go - Once Upon A Dream - Reflections - A New Life - Sympathy, Tenderness (Reprise) - It’s Over Now – Jekyll - Confrontation - The Wedding Reception |

## Utwory w oryginalnej produkcji broadwayowskiej
|  | Akt I - „Prologue” - „Lost In the Darkness” – Jekyll - „Façade” – Mieszkańcy miasta - „Jekyll’s Plea” – Jekyll, Simon Stride, Sir Danvers, Członkowie Rady Nadzorczej - „Pursue the Truth” – Jekyll, Utterson - „Façade (Reprise #1)” – Mieszkańcy miasta (Zespół) - „Emma’s Reasons” – Emma, Simon Stride - „Take Me As I Am” – Jekyll, Emma - „Letting Go” – Emma, Sir Danvers - „Façade (Reprise #2)” – Mieszkańcy miasta (Zespół) - „No One Knows Who I Am” – Lucy - „Good ‘N’ Evil” – Lucy, Prostytutki - „Here’s to the Night (Lucy meets Jekyll)” – Jekyll, Lucy - „Now There Is No Choice” – Jekyll - „This Is the Moment” – Jekyll - „First Transformation” – Jekyll and Hyde - „Alive” – Hyde - „His Work and Nothing More” – Jekyll, Emma, Utterson, Sir Danvers - „Sympathy, Tenderness” – Lucy - „Someone Like You” – Lucy - „Alive (reprise)” – Hyde Często wprowadzane zmiany - „I Need to Know” – utwór śpiewany przez Jekylla po „Lost in the Darkness” lub, w niektórych produkcjach, w jego miejscu (tak jak przed premierą na Broadwayu) - Repryzy utworu „Façade” – #1, #2 and #4 są często usuwane, w wyniku czego „Façade (reprise #3)” staje się „Façade (reprise)” - Często też usuwana jest druga repryza „Façade” (w takim wypadku repryza trzecia staje się drugą, a czwarta – trzecią) – jest tak m.in. w polskiej wersji musicalu - Utwór „Bring On the Men” jest wprowadzany na miejsce „Good ‘N’ Evil” (tak jak było to przed premierą na Broadwayu) - „Obsession” zostaje zastąpione przez „Streak of Madness” (dłuższa wersja „Obsession”, która występowała w musicalu również przed premierą na Broadwayu) - w niektórych produkcjach pojawia się utwór „Bitch, Bitch, Bitch!” (bezpośrednio po utworze „Façade”) - „Girls of the Night” jest śpiewane przez Lucy, Nellie i prostytutki bezpośrednio po „In His Eyes” | Akt II - „Murder, Murder” – Mieszkańcy miasta (Zespół) - „Once Upon a Dream” – Emma - „Obsession” – Jekyll - „In His Eyes” – Lucy, Emma - „Dangerous Game” – Hyde, Lucy - „Façade (Reprise #3)” – Spider - „The Way Back” – Jekyll - „A New Life” – Lucy - „Sympathy, Tenderness (Reprise)” – Hyde - „Confrontation” – Jekyll and Hyde - „Façade (Reprise #4)” – Zespół - „Finale” – Emma |

## Utwory w wersji polskiej
Źródło
| Akt I - „Prolog” - „Wciąż tylko ciemność” – Jekyll - „Chcę wiedzieć” – Jekyll - „Fasada” - „Rada Nadzorcza” – Jekyll, Simon Stride, Członkowie Rady Nadzorczej - „Dążenie do prawdy” – Jekyll, Utterson - „Fasada – repryza 1" - „Przyjęcie zaręczynowe” – Emma, Simon Stride, Sir Danvers, Jekyll, Goście - „Opętany” – Jekyll, Emma - „Weź mnie, jeśli chcesz” – Jekyll, Emma - „Wypuścić z rąk” – Emma, Sir Danvers - „Niech się zjawią panowie” – Lucy, Prostytutki - „Lucy i Jekyll” – Jekyll, Lucy - „Przed laboratorium” – Jekyll - „To jest ten moment” – Jekyll - „Transformacja” – Jekyll i Hyde - „Chce mi się żyć” – Hyde - „Nic poza pracą” – Jekyll, Emma, Utterson, Sir Danvers - „Czułość i tkliwość” – Lucy - „Ktoś taki jak ty” – Lucy - „Chce mi się żyć – repryza” – Hyde | Akt II - „Zbrodnia, zbrodnia” - „W naszym dawnym śnie” – Emma - „Obłęd” – Jekyll - „W jego oczach” – Lucy, Emma - „Niebezpieczna gra” – Hyde, Lucy - „Fasada – repryza 2" – Spider - „Gniew” – Jekyll - „Nowe życie” – Lucy - „Czułość i tkliwość – repryza” – Hyde - „Konfrontacja” – Jekyll i Hyde - „Fasada – repryza 3" - „Finał – Ślub Jekylla” – Emma |

## Dyskografia – Najważniejsze albumy anglojęzyczne
Pierwszy album demo ukazał się w 1986, następny w 1987 roku. W 1990 wydany został album koncepcyjny zawierający największe hity musicalu, w wykonaniu Colma Wilkinsona i Lindy Eder. Kolejny album – Jekyll & Hyde: The Complete Work – The Gothic Musical Thriller ukazał się w roku 1994 i zawierał wszystkie utwory z musicalu, wówczas w ppmnim występujące. Jekyll & Hyde swoją premierę na Broadwayu miał w 1997 roku, wtedy też ukazał się album z większością utworów z musicalu, w wykonaniu oryginalnej obsady broadwayowskiej.

### 1986 – Album Demo[2]
| Wykonawcy: - Chuck Wagner – Dr Henry Jekyll / Mr Edward Hyde - Gillian Gallant – Lisa Carew/Lady Beaconsfield - Tuesday Knight – Lucy Harris/Goście/Prostytutki - Christopher Carothers – Mr Utterson/William Scheisse - Nieznany wykonawca – Sir Danvers Carew Lista utworów: - 1. The Ballad of Dr. Jekyll & Mr. Hyde – Zespół - 2. The Engagement Party – Utterson, Sir Danvers, Dr William Scheisse, Jekyll, Lanyon, Enfield, Lisa, Goście - 3. The First Time – Lisa i Jekyll - 4. Find My Way Again – Lisa i Jekyll - 5. Alive – Hyde (Lucy – dialogi) - 6. If She/He Only Knew – Jekyll i Lisa - 7. Murder, Murder – Prostytutki, Klienci kasyna (Hyde – dialogi) - 8. Letting Go – Lisa i Sir Danvers - 9. Waiting There Tonight – Jekyll i Lisa - 10. 'Til Forever – Lisa i Jekyll |

### 1987 – Album Demo[3]
|  | Płyta 1: - 1. The Ballad of Dr. Jekyll And Mr. Hyde - 2. Façade - 3. Sir Danvers – Sir Danvers i Członkowie Rady Nadzorczej - 4. Lisa’s Reasons - 5. Someone Like You (Duet: Jekyll & Lisa) - 6. The Board of Governors - 7. The Ballad of Dr. Jekyll And Mr. Hyde (Reprise 1) - 8. Seven Solid Years - 9. A New Life - 10. The Ballad of Dr. Jekyll And Mr. Hyde (Reprise 2) - 11. I Must Go On, Possessed - 12. First Transformation - 13. Alive - 14. One-Two-Three - 15. His Work And Nothing More - 16. Someone Like You (Lucy) - 17. Alive (reprise) | Płyta 2: - 1. Murder, Murder! - 2. Good & Evil - 3. Letting Go - 4. No One Must Ever Know - 5. No One Knows Who I Am - 6. Midnight - 7. Once Upon A Dream - 8. This is the Moment - 9. It’s Over Now - 10. We Still Have Time - 11. The Ballad of Dr. Jekyll And Mr. Hyde (Reprise 3) |

### 1990 – Highlights Album[4]
| - 1. Once Upon A Dream – Linda Eder - 2. Hospital Board – Colm Wilkinson - 3. Love Has Come of Age – Linda Eder, Colm Wilkinson - 4. Possessed – Linda Eder, Colm Wilkinson - 5. This Is the Moment – Colm Wilkinson - 6. Transformation – Colm Wilkinson - 7. Seduction [Instrumental] - 8. Someone Like You – Linda Eder - 9. No One Must Ever Know – Colm Wilkinson - 10. Till You Came into My Life – Colm Wilkinson - 11. No One Knows Who I Am – Linda Eder - 12. Retribution [Instrumental] - 13. Letting Go – Linda Eder, Colm Wilkinson - 14. New Life – Linda Eder - 15. It’s Over Now – Colm Wilkinson - 16. We Still Have Time – Linda Eder, Colm Wilkinson - 17. Once Upon A Dream – Colm Wilkinson |

### 1994 – Jekyll & Hyde: The Complete Work – The Gothic Musical Thriller[5]
|  | Płyta: 1 - 1. Prologue - 2. I Need to Know - 3. Facade - 4. Bitch, Bitch, Bitch - 5. The Engagement Party - 6. Possessed - 7. Take Me as I Am - 8. Lisa Carew - 9. Board of Governors - 10. Bring on the Men - 11. Lucy Meets Jekyll - 12. How Can I Continue On? - 13. This Is the Moment - 14. Transformation - 15. Lucy Meets Hyde - 16. Alive - 17. Streak of Madness - 18. His Work and Nothing More - 19. Sympathy, Tenderness - 20. Someone Like You | Płyta 2: - 1. Mass - 2. Murder, Murder! - 3. Letting Go - 4. Reflections - 5. In His Eyes - 6. The World Has Gone Insane - 7. Girls of the Night - 8. No One Knows Who I Am - 9. It’s a Dangerous Game - 10. Once upon a Dream (Lisa) - 11. No One Must Ever Know - 12. A New Life - 13. Once Upon a Dream (Jekyll) - 14. Confrontation - 15. The Wedding Reception |

### 1997 – Original Broadway Cast Album[6]
|  | Płyta 1: - 1. Prologue - 2. Lost in the Darkness - 3. Facade - 4. Pursue The Truth - 5. Facade – Reprise 1 - 6. Emma’s Reasons - 7. I Must Go On - 8. Take Me As I Am - 9. Letting Go - 10. Facade – Reprise 2 - 11. No One Knows Who I Am - 12. Good ‘N’ Evil - 13. Now There Is No Choice - 14. This Is The Moment - 15. First Transformation - 16. Alive - 17. Your Work And Nothing More - 18. Sympathy, Tenderness - 19. Someone Like You | Płyta 2: - 1. Alive (Reprise) - 2. Murder, Murder - 3. Once Upon A Dream - 4. Obsession - 5. In His Eyes - 6. Dangerous Game - 7. Facade – Reprise 3 - 8. The Way Back - 9. A New Life - 10. Confrontation - 11. Facade – Reprise 4 - 12. Finale |

### 2006 – Ressurection Recoding[7]
| - 01. Prologue/I Need To Know - 02. Take Me As I Am - 03. Bring On The Men - 04. This Is The Moment - 05. Transformation - 06. Alive - 07. Girls Of The Night - 08. If You Only Knew - 09. Sympathy, Tenderness - 10. Someone Like You - 11. Once Upon A Dream - 12. Reflections (Jekyll’s Soliloquy) - 13. The World Has Gone Insane - 14. No One Knows Who I Am - 15. It’s A Dangerous Game - 16. In His Eyes - 17. The Way Back - 18. A New Life - 19. Confrontation - 20. Epilogue: Once Upon A Dream (reprise) |

### 2012 – Concept Recording[8]
| - 1. Lost in the Darkness (feat. Constantine Maroulis) - 2. I Need to Know (feat. Constantine Maroulis) - 3. Take Me As I Am (feat. Constantine Maroulis & Teal Wicks) - 4. No One Knows Who I Am (feat. Deborah Cox) - 5. Bring On the Men (feat. Deborah Cox) - 6. This Is the Moment (feat. Constantine Maroulis) - 7. Alive (feat. Constantine Maroulis) - 8. His Work and Nothing More (feat. Corey Brunish, Constantine Maroulis, Teal Wicks & Tom Hewitt) - 9. Sympathy, Tenderness (feat. Deborah Cox) - 10. Someone Like You (feat. Deborah Cox) - 11. Once Upon a Dream (feat. Teal Wicks) - 12. In His Eyes (feat. Teal Wicks & Deborah Cox) - 13. Dangerous Game (feat. Deborah Cox & Constantine Maroulis) - 14. Girls of the Night (feat. Shannon Magrane, Deborah Cox & Carly Robyn Green) - 15. The Way Back (feat. Constantine Maroulis) - 16. A New Life (feat. Deborah Cox) - 17. Confrontation (feat. Constantine Maroulis) - 18. Once Upon a Dream (Reprise) [feat. Constantine Maroulis] |